# Michael Rösele
Michael Rösele (Augsburg, 1974. október 7. –) német labdarúgó-középpályás.